# Супергърл (сериал)
„Супергърл“ (на английски: Supergirl) е американски сериал, базиран на комиксовата героиня на компанията ДиСи.
Премиерата на първия сезон е на 26 октомври 2015 година и се излъчва по канала CBS, но за втори сезон Супергърл се премества в канала CW. През 2016 година Грант Гъстин, който играе титулярната роля в Светкавицата, се появява в същата роля в сериала, правейки Супергърл част от поредицата свързани сериали на „Стрелата“, „Светкавицата“, „Лисицата“, „Легендите на утрешния ден“, „Константин“, „Борците за свобода: Лъчът“, „Батуоман“, „Черната мълния“ и „Супермен и Лоис“.
На 7 януари 2020 г. сериалът е подновен за шести и последен сезон, като сериалът приключва на 9 ноември 2021 г.	

## Резюме
Кара Зор-Ел е изпратена от обречената планета Криптон до Земята от родителите си, заедно с братовчед си Кал Ел. Но по пътя корабът ѝ е изваден от курса и тя стига до Земята, когато вече братовчед ѝ е пораснал и е известен като Супермен. Заради жълтото слънце на земята, тя получава суперсили и решава да използва силите си, за да се бори с престъпността и да защити Нешънъл Сити от извънземни чудовища.

## Актьорски състав
- Мелиса Беноист – Кара Зор-Ел / Кара Денвърс / Супергърл
- Мехкад Брукс – Джеймс „Джими“ Олсън / Пазителят
- Чайлър Лий – Алекс Денвърс
- Джеръми Джордън – Уинслоу „Уин“ Шот младши
- Калиста Флокхарт – Кат Грант
- Дейвид Хеърууд – Ж'он Ж'оунз / „Ханк Хеншоу“ / Марсианския ловец
- Крис Ууд – Мон-Ел / Майк Матюс
- Флориана Лима – Маги Сойер
- Кейти Макграт – Лена Лутър
- Одет Анабъл – Саманта Ариас / Реин
- Джеси Рат – Куерл Докс / Брейниак 5
- Никол Мейнс – Ниа Нал / Мечтателката
- Сам Уитуър – Бен Локууд / Агент Свобода
- Ейприл Паркър Джоунс – Лорен Хейли
- Андреа Брукс – Ив Тешмахер / Хоуп
- Ази Тесфай – Кели Олсън
- Джули Гонсало – Андреа Рохас / Акрата
- Стаз Наир – Уилям Дей
- Ламоника Гарет – Мар Нову / Мониторът
- Пета Сарджънт – Никслигсплтнц „Никсли“

## „Супергърл“ в България
В България сериалът започва на 2 юни 2016 г. по bTV Action, всеки делник от 20:00. На 26 април 2017 г. започва втори сезон с разписание всеки делник от 20:00. Трети сезон започва на 9 април 2019 г., всеки делник от 19:00. Четвърти сезон започва на 30 април 2020 г., всеки делник от 20:00. На 1 юни започва пети сезон със същото разписание. На 17 ноември 2021 г. започва шести сезон, всеки делник от 19:00. Дублажът е на студио VMS. Ролите се озвучават от артистите Лина Шишкова, Даниела Йорданова, Иван Танев от първи до четвърти и в шести сезон, Владимир Колев в пети, Кирил Ивайлов, Светломир Радев в първи сезон и Иван Велчев от втори до шести.